# Lamprologus lethops
Il Lamprologus lethops è una specie di pesce cichlidae del fiume Congo nell'Africa Centrale, dove si ritiene viva in profondità a circa 50 metri sotto la superficie Raggiunge una lunghezza di 10 cm ed è biancastro, non pigmentato e cieco.